# José Miguel Mulet
José Miguel Mulet Salort (Denia, España, 1973) es un investigador científico, escritor y divulgador científico.

## Biografía
José Miguel Mulet es licenciado en Química y doctor en Bioquímica y Biología Molecular por la Universidad de Valencia.
Catedrático del departamento de Biotecnología en la Universidad Politécnica de Valencia, dirige una línea de investigación en el Instituto de Biología Molecular y Celular de Plantas (IBMCP) que trata de desarrollar plantas tolerantes a la sequía o al frío.
Ha dirigido el máster en Biotecnología Molecular y Celular de Plantas. En su faceta de divulgador científico, ha publicado los libros Los productos naturales ¡vaya timo! de la Editorial Laetoli y Comer sin miedo, Medicina sin engaños, La ciencia en la sombra, Transgénicos sin miedo, ¿Qué es comer sano?, ¿Qué es la vida saludable? y Ecologismo Real y el más reciente Comemos lo que somos de Destino, además de numerosos artículos divulgativos en prensa digital y conferencias a nivel nacional e internacional.     
Por otra parte, es autor de la sección Ciencia sin ficción en El País Semanal y del blog Tomates con genes.
En 2015 recibe el Premio Tesla de Divulgación Científica en el evento Naukas Bilbao.
Desde septiembre del mismo año colabora de manera mensual en la sección Ser Saludable encabezada por la periodista Sara Tabares para Cadena Ser, y en 2020 crean en conjunto el podcast de divulgación científica «La Taberna Atómica», producido en Podium Podcast.
Entre septiembre de 2017 y julio de 2019 ha colaborado en la sección escéptica del programa «Hoy por hoy» de Cadena Ser junto a Toni Garrido.
Ha sido nominado en dos ocasiones consecutivas (2017, 2018) a los Premios Nacionales de Gastronomía en la categoría «Gastronomía Saludable (Personalidad)»

## Formación científica y carrera profesional
Estudió Ciencias Químicas en la Universitat de València. Realizó su doctorado en Bioquímica y Biología Molecular en la Universitat Politècnica de València (UPV) bajo la dirección del Profesor Ramón Serrano Salom, un destacado científico español y elemento clave en la historia del Instituto de Biología Molecular y Celular de Plantas (IBMCP).  
Tras su doctorado, llevó a cabo su primera estancia postdoctoral incorporándose en el Biozentrum, un instituto de investigación de la Universidad de Basilea (Suiza) en el laboratorio de Michael N. Hall En 2007 vuelve a la UPV con un contrato de reincorporación hasta 2010, año en el que obtiene la plaza como Profesor Titular de universidad. 
Desde entonces, vinculado al departamento de Biotecnología de la UPV, imparte docencia en asignaturas como Biotecnología Criminal y Forense, Genética o Biotecnología vegetal entre otras. Además, se encuentra dirigiendo a su propio grupo de investigación en el IBMCP donde tratan de desarrollar plantas que sean tolerantes a determinados estreses ambientales como la sequía o el frío. 
También ha dirigido desde 2013 hasta 2023 el Máster Universitario en Biotecnología Molecular y Celular de Plantas, ofertado por la UPV.

## Libros de divulgación
- — (2023). Comemos lo que somos: Cómo la cultura y la sociedad han modificado la comida. Destino. ISBN 9788423362776.
- — (2021). Ecologismo real: Todo lo que la ciencia dice que puedes hacer para conservar el planeta y los ecologistas no te dirán nunca.. Destino. ISBN 9788423359202.
- — (2019). ¿Qué es la vida saludable?. Destino. ISBN 9788423356034.
- — (2018). ¿Qué es comer sano?. Destino. ISBN 9788423354030.
- — (2017). Transgénicos sin miedo. Destino. ISBN 9788423352463.
- — (2016). La ciencia en la sombra. Destino. ISBN 9788423350926.
- — (2015). Medicina sin engaños. Booket. ISBN 9788423350841.
- — (2014). Comer sin miedo. Booket. ISBN 9788423348862.
- — (2011). Los productos naturales ¡vaya timo!. Laetoli. ISBN 9788492422517.